# Lukáš Klein
Lukáš Klein (Spišská Nová Ves, 22 marzo 1998) è un tennista slovacco.
Ha vinto alcuni titoli nei circuiti minori sia in singolare che in doppio e i suoi migliori ranking ATP sono stati il 109º in singolare nell'agosto 2024 e il 240º in doppio nell'aprile 2021. Ha esordito in una prova del Grande Slam nel 2022 e quello stesso anno ha debuttato nella squadra slovacca di Coppa Davis.

## Statistiche
Aggiornate al 27 luglio 2025.

### Tornei minori

#### Singolare

##### Vittorie (11)
| Legenda tornei minori |
| Challenger (5)        |
| ITF (6)               |

| N.  | Data              | Torneo                                       | Superficie  | Avversario in finale | Punteggio              |
| 1.  | 18 marzo 2018     | Egypt F9, Sharm el-Sheikh                    | Cemento     | Patrik Nema          | 2-6, 6-3, 6-3          |
| 2.  | 17 marzo 2019     | M15 Sharm El Sheikh, Sharm el-Sheikh         | Cemento     | Jacopo Berrettini    | 6-4, 6-4               |
| 3.  | 7 aprile 2019     | M15 Sharm El Sheikh, Sharm el-Sheikh         | Cemento     | Daniel Michalski     | 6-2, 6-3               |
| 4.  | 14 aprile 2019    | M15 Sharm El Sheikh, Sharm el-Sheikh         | Cemento     | Jakub Paul           | 6-4, 6-3               |
| 5.  | 21 luglio 2019    | M15 Piestany, Piešťany                       | Terra rossa | Fábián Marozsán      | 6-1, 4-6, 6-1          |
| 6.  | 1º settembre 2019 | M15 Bratislava, Bratislava                   | Terra rossa | Kirill Kivattsev     | 7-6(3), 6-3            |
| 7.  | 29 maggio 2022    | Troisdorf Challenger, Troisdorf              | Terra rossa | Zizou Bergs          | 6-2, 6-4               |
| 8.  | 9 ottobre 2022    | JC Ferrero Challenger Open, Alicante         | Cemento     | Nick Hardt           | 6-3, 6-4               |
| 9.  | 23 ottobre 2023   | Internazionali Val Gardena Südtirol, Ortisei | Cemento (i) | Maks Kasnikowski     | 6(4)-7, 7-6(4), 7-6(6) |
| 10. | 20 luglio 2025    | San Marino Open, San Marino                  | Terra rossa | Dino Prižmić         | 7-5, 7-6(3)            |
| 11. | 27 luglio 2025    | Zug Open, Zugo                               | Terra rossa | Harold Mayot         | 6-2, 6(4)-7, 6-4       |

##### Sconfitte in finale (6)
| N. | Data              | Torneo                                              | Superficie    | Avversari in finale | Punteggio        |
| 1. | 6 agosto 2017     | Slovakia F2, Piešťany                               | Terra rossa   | Grégoire Jacq       | 4-6, 6-3, 3-6    |
| 2. | 13 agosto 2017    | Slovakia F3, Bratislava                             | Terra rossa   | Filip Horanský      | 4-6, 4-6         |
| 3. | 29 ottobre 2017   | Czech Republic F7, Jablonec nad Nisou               | Sintetico (i) | Patrik Rikl         | 4-6, 2-6         |
| 4. | 30 giugno 2019    | M25 Pardubice, Pardubice                            | Terra rossa   | Manuel Guinard      | 4-6, 7-5, 6(6)-7 |
| 5. | 30 ottobre 2022   | Internazionali Tennis Val Gardena Südtirol, Ortisei | Cemento (i)   | Borna Gojo          | 6(4)-7, 3-6      |
| 6. | 10 settembre 2023 | Istanbul Challenger, Istanbul                       | Cemento       | Damir Džumhur       | 6(5)-7, 3-6      |

#### Doppio

##### Vittorie (5)
| Legenda tornei minori |
| Challenger (1)        |
| ITF (4)               |

| N. | Data              | Torneo                                     | Superficie    | Compagno          | Avversari in finale                       | Punteggio        |
| 1. | 14 febbraio 2016  | Turkey F6, Adalia                          | Cemento       | Alex Molčan       | Vadim Alekseenko Frederico Ferreira Silva | 7-6(7), 7-6(5)   |
| 2. | 23 ottobre 2016   | Czech Republic F8, Jablonec nad Nisou      | Sintetico (i) | Patrik Nema       | Pavel Motl Matej Vocel                    | 6-1, 6-3         |
| 3. | 2 aprile 2017     | Greece F4, Candia                          | Cemento       | Patrik Nema       | Hunter Callahan Nicholas Hu               | 6-4, 6-2         |
| 4. | 27 settembre 2020 | M25 Jablonec nad Nisou, Jablonec nad Nisou | Terra rossa   | Uladzimir Ihnacik | Filip Duda Petr Nouza                     | 6-3, 7-6(4)      |
| 5. | 14 febbraio 2021  | Challenger La Manche, Cherbourg            | Cemento       | Alex Molčan       | Albano Olivetti Antoine Hoang             | 1-6, 7-5, [10-6] |

##### Sconfitte in finale (6)
| N. | Data             | Torneo                               | Superficie    | Compagno       | Avversari in finale                   | Punteggio        |
| 1. | 30 ottobre 2016  | Czech Republic F9, Opava             | Sintetico (i) | Patrik Nema    | Piotr Matuszewski Grzegorz Panfil     | 1-6, 3-6         |
| 2. | 30 luglio 2017   | Slovakia F1, Trnava                  | Terra rossa   | Patrik Nama    | Danylo Kalenichenko Filipp Kekercheni | 2-6, 7-5, [8-10] |
| 3. | 7 aprile 2019    | M15 Sharm El Sheikh, Sharm el-Sheikh | Cemento       | Marek Jaloviec | Michał Dembek Daniel Michalski        | 2-6, 6-3, [8-10] |
| 4. | 23 giugno 2019   | Bratislava Open, Bratislava          | Terra rossa   | Alex Molčan    | Sander Gillé Joran Vliegen            | 2-6, 5-7         |
| 5. | 15 novembre 2020 | Slovak Open, Bratislava              | Cemento       | Alex Molčan    | Harri Heliövaara Emil Ruusuvuori      | 4-6, 3-6         |
| 6. | 28 marzo 2021    | Zadar Open, Zara                     | Terra rossa   | Alex Molčan    | Blaž Kavčič Blaž Rola                 | 6-2, 2-6, [3-10] |